# Antonia Mesina
Antonia Mesina (née le 27 juin 1919 à Orgosolo (Sardaigne, Italie) et morte le 17 mai 1935 dans cette même localité) est une vierge martyre catholique, vénérée au titre de bienheureuse.

## Biographie
Fille de famille pauvre, elle grandit dans un milieu profondément religieux, et fut dès son plus jeune âge une membre active de l'Action catholique. Le matin du 17 mai 1935, après avoir assisté à la messe, elle subit une tentative de viol en allant chercher du bois, et comme elle se défendait, elle fut tuée de 74 coups de pierre,. Son meurtrier a été arrêté, condamné à mort et fusillé le 5 août 1937.

## Béatification et canonisation
Elle a été béatifiée en 1987 par Jean-Paul II et proclamée martyre de la pureté.